# Parsons (Kansas)
Parsons – miasto w Stanach Zjednoczonych, w stanie Kansas, w hrabstwie Labette. Według spisu w 2020 roku liczy 9600 mieszkańców.